# Cadillacs and Dinosaurs (gra komputerowa)
Cadillacs and Dinosaurs, wydana w Japonii jako Cadillacs Kyouryuu Shinseiki (jap. キャディラックス 恐竜新世紀 Kyadirakkusu Kyōryū Shinseki) – gra komputerowa wydana przez Capcom w 1993 roku na automaty. Jest to bijatyka bazująca na komiksach z serii Xenozoic Tales. Gra została wyprodukowana jako dodatek do serialu animowanego Cadillacs and Dinosaurs, który został wyemitowany w roku wydania gry.

## Fabuła
Akcja gry toczy się w dalekiej przyszłości. Środowisko naturalne zostało zniszczone na tyle, że ludzie zostali zmuszeni do życia pod ziemią. Po 600 latach wychodzą na powierzchnię i okazuje się, że dinozaury znowu panują na ziemi.
Grupa gangsterów zwana „Black Marketers” zaczyna polować na zwierzęta dla zysku. Czworo bohaterów gry, Jack Tenrec, Hannah Dundee, Mustapha Cairo oraz Mess O'Bradovich, postanawia stawić czoło przestępcom.

## Rozgrywka
Jednocześnie może grać maksymalnie trzech graczy, prowadząc wybrane postacie przez osiem etapów, walcząc z różnymi wrogami i bossami. Istnieją cztery grywalne postacie, z których każda ma swoje mocne i słabe strony: Jack (zbalansowane statystyki), Hannah (wyskie umiejętności władania bronią), Mustapha (wyjątkowa prędkość) i Mess (siła fizyczna). Tytułowe dinozaury gry pojawiają się jako postacie neutralne, które mogą atakować zarówno postacie graczy, jak i wrogów.
Gracze mają możliwość wykonania różnorodnych ataków. Każda postać ma dwa ruchy specjalne, w tym jeden, który osłabia zdrowie postaci po kontakcie z wrogiem, a gdy dwóch lub więcej graczy gra razem, może wywołać atak drużynowy, uzyskując jednocześnie krótkotrwałą niewrażliwość na wszystkie obrażenia. Gracze mogą również znajdować i używać następujących rodzajów broni:
- broń palna (pistolety, strzelby, karabiny powtarzalne, pistolety maszynowe Uzi, karabiny M16, oraz wyrzutnia rakiet). Dodatkowo, po wykorzystaniu amunicji można wykorzystać samą broń jako przedmiot do rzucania lub do walki wręcz;
- materiały wybuchowe takie jak granaty, dynamity (ponadto są też eksplodujące beczki);
- przedmioty do rzucania (kamienie, ułamane kije);
- broń do walki wręcz (np. kij, nóż, maczuga)[1].